# Moses Tay
Moses Tay Leng Kong (chinesisch 鄭靈光, Pinyin Zhèng Líng guāng; * 1938) ist ein pensionierter singapurischer anglikanischer Bischof. Er war der 7. Bischof von Singapur von 1982 bis 1999 und der erste Erzbischof der Church of the Province of South East Asia von 1996 bis 2000.

## Leben
Tay machte eine Ausbildung in Medizin an der University of Singapore. Acht Jahre lang praktizierte er in Malaysia.
Ab 1974 war er Dean der Diözese Singapur (1974–1982). Anfang 1982 wurde er zum Direktor des Tan Tock Seng Hospitals ernannt, wobei er eine Karriere im Ministry of Health anstreben konnte. Einige Monate später trat er jedoch zurück zu Gunsten der Ernennung als Bischof von Singapur. Noch 1982 wurde er als der 7. Bischof von Singapur eingesetzt. Am 2. Februar 1996 wurde er zum Erzbischof der Province of South East Asia ernannt.

## Ökumene
Philip Jenkins berichtet, dass Tay bei einem Besuch in Stanley Park in Vancouver in den frühen 1990ern zutiefst verstört war durch die Totempfählr, die dort aufgestellt sind. Er befand, dass sie „als Artefakte einer fremden Religion, diese Idole seien, die von bösen Geistern bewohnt seien, und es erfordere Handlungen durch Gebet und Exorzismus“. Jenkins schreibt, dass sein Verhalten „Entsetzen in der lokalen anglikanischen Kirche Anglican Diocese of New Westminster auslöste“, welche „Exorzismus als absurden religiösen Aberglauben betrachtete“.
Tay engagierte sich auch bei der Gründung der Anglican Mission in the Americas in den späten 1990ern, um orthodoxe Anglikaner in Nordamerika zu unterstützen. Er war beteiligt bei der Konsekration von Chuck Murphy und John H. Rogers Jr. als Bischöfe 2000.
Tay war einer der prominentesten Gegner des theologischen Liberalismus der Episcopal Church in den Vereinigten Staaten in der Anglican Communion.